# Illes Kai

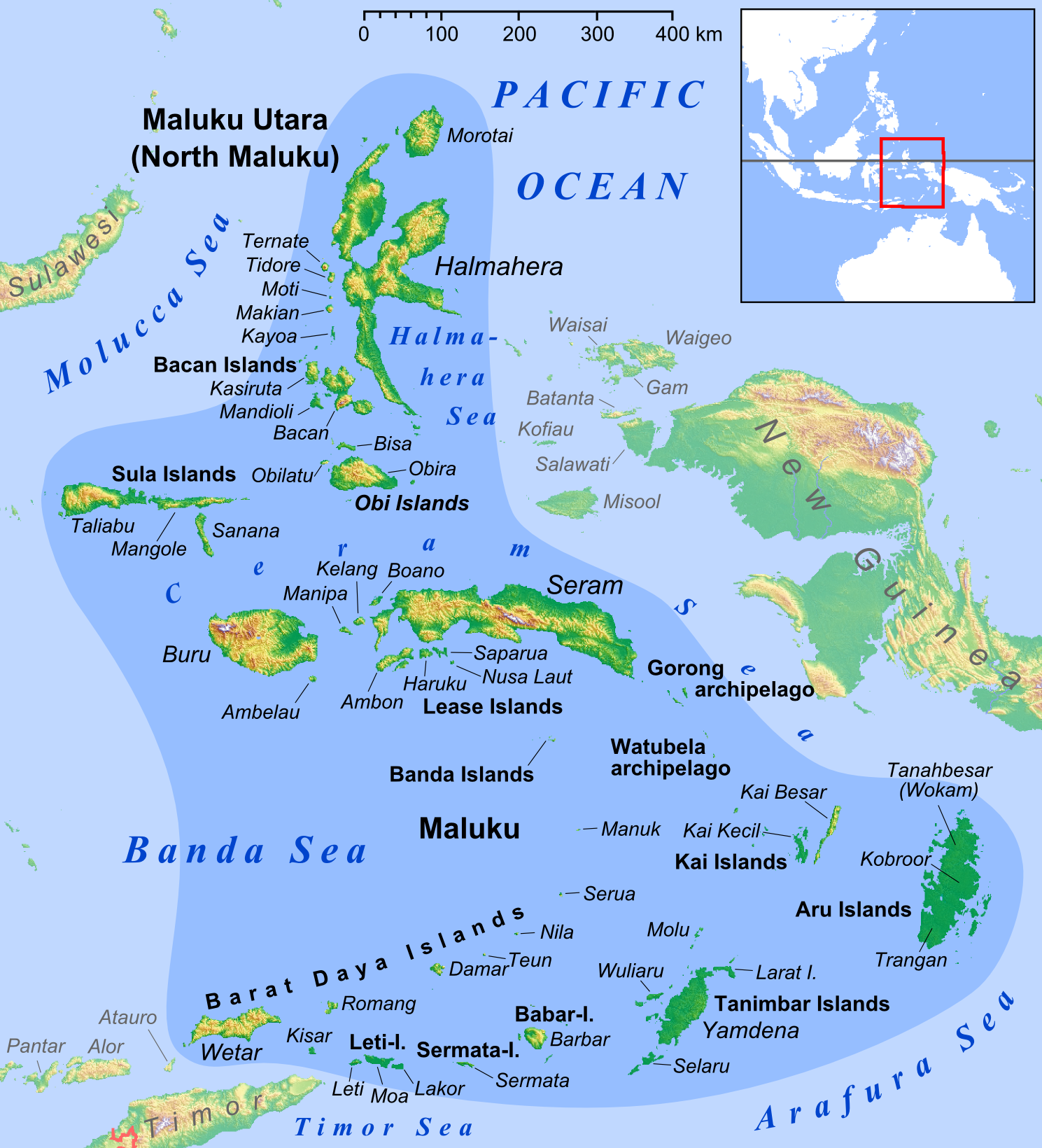
Illes Kai a l'est de les Illes Moluques

Les Illes Kai  (també Illes Kei) d'Indonèsia es troben a la part sud-est de les Illes Moluques, a la província de les Moluques. Fan en total 1.438 km².

## Administració
Aquestes illes comprenenla regència Maluku Tenggara. La regència està subdividida en 6 districtes (kecamatan).

## Geografia
Els seus habitants anomenen les illes Nuhu Evav (Illes Evav) o Tanat Evav (Terra Evav), però es coneixen com les Kei pels habitants de les illes veïnes. "Kai" és com s'escriu en neerlandès. Les illes són a la vora del Mar Banda, a l'oest de les Illes Aru. El petit grup d'illes anomenades Illes Tayandu (també Tahayad) és a l'oest.
Les illes Kei té moltes illes, incloent
- Kai Besar o Nuhu Yuut o Nusteen (Gran Kei)
- Kai Kecil o Nuhu Roa o Nusyanat (Petit Kei)
- Tanimbar Kei o Tnebar Evav
- Kei Dulah o Du
- Dulah Laut o Du Roa
- Kuur
- Taam
- Illes Tayandu (Tahayad).

Les illes Kei en total fans 1.438 km²
Kei Besar és muntanyosa i densament arbrada.
Kei Kecil és la que té més habitants i és plana, de corall.
La capital és el poble de Tual, amb gran majoria de musulmans. Langgur està habitada per cristians.
Kei és famosa per la bellesa de les seves platges, per exemple, Pasir Panjang.
Les Kei formen part de Wallacea. Com a resultat tenen pocs mamífers autòctons.

## Història
Els historiadors locals sostenen que els ancestres dels habitants de les Kei provenen de Bali. També sostenen que en part els seus ancestres provenen de l'illa Sumbawa (Sumbau), Buton (Vutun) en Sulawesi, Seram (Seran) i Gorom (Ngoran) en les Moluques centrals i els Sultanats de Jailolo (Dalo) i Ternate (Ternat).
Després de 1999, hi va haver conflictes entre les poblacions musulmanes i cristianes a Ambon i conflictes similars hi va haver a les Kei.

## Economia
El sòl a Kei Kecil és pobre. l'agricultura de tallar i cremar és encara comuna.
Hi ha pesca al voltant de Trepang. A Kei Kecil es cultiven perles.

## Idiomes
S'hi parlen tres idiomes austronesiss; el Kei és el més estès. També es parla el Kurès a l'illa Kur i a Kaimeer. El bandanès es parla a Banda-Eli (Wadan El) i a Banda-Elat (Wadan Elat)

### Frases
- Fel be / Fel be he : hola, com estàs?
- Bok át / Bok bok wat: Estic bé